# Gregori Chmara

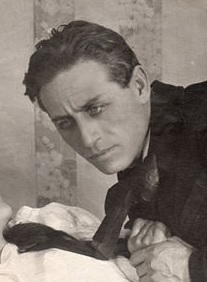
Grigori Chmara in Simfoniya goria (1918)

Gregori Chmara (russisch Григорий Михайлович Хмара/Grigori Michailowitsch Chmara, ukrainisch Григорій Михайлович Хмара/Hryhorij Mychailowytsch Chmara; * 17. Julijul. / 29. Juli 1878greg. in Poltawa, Russisches Kaiserreich; † 3. Februar 1970 in Paris) war ein ukrainischstämmiger Schauspieler und Regisseur.

## Leben
Chmara, ein Schüler von Konstantin Sergejewitsch Stanislawski, begann seine Theaterlaufbahn 1910 am Moskauer Künstlertheater. Ab 1915 wirkte er in russischen Filmen mit und übernahm hier bedeutende Rollen, darunter den Titelhelden in Rodion Raskolnikow.
1919 emigrierte er nach Deutschland und spielte Theater unter anderem bei Max Reinhardt. 1922 konnte er seine Filmtätigkeit fortsetzen und verkörperte in Robert Wienes Raskolnikow erneut den Titelhelden. In der Bibelverfilmung I.N.R.I. spielte er Jesus Christus und hatte danach kurze Zeit Kultstatus.
Schon bald blieben Chmara jedoch nur noch Nebenrollen, und in G. W. Pabsts Die freudlose Gasse erhielt er nur einen kurzen Auftritt als Kellner. Er war zu dieser Zeit Lebensgefährte von Asta Nielsen und fast nur noch in Filmen zu sehen, in denen sie agierte.
1929 übernahm er die Titelrolle in dem erfolglosen polnischen Film Mocny czlowick. 1931 führte er Regie bei dem von Curt Bois und Max Hansen verfassten Schwank Dienst am Kunden an den Wiener Kammerspielen.
1933 ging er erstmals nach Paris, seit 1936 hielt er sich ständig in Frankreich auf. Er spielte hier vor allem Theater und trat als Sänger und Gitarrist in Pariser Cabarets auf. Daneben wirkte er in unregelmäßigen Abständen bis zu seinem 90. Lebensjahr in Filmen mit.

## Filmografie (Auswahl)
- 1918: Rodion Raskolnikow
- 1922: Der Absturz
- 1923: Raskolnikow
- 1923: I.N.R.I.
- 1924: Die Frau im Feuer
- 1924: Die Schmetterlingsschlacht
- 1924: Das Haus am Meer
- 1924: Hedda Gabler
- 1925: Lebende Buddhas
- 1925: Athleten
- 1925: Die freudlose Gasse
- 1928: Frauenraub in Marokko
- 1928: Dornenweg einer Fürstin
- 1928: Der Fall des Staatsanwalts M …
- 1929: Mocny czlowiek
- 1931: Der Schlemihl
- 1931: Der Mann, der den Mord beging
- 1932: Mensch ohne Namen
- 1932: Peter Voß, der Millionendieb
- 1932: Der schwarze Husar
- 1932: Strafsache van Geldern
- 1932: Der Orlow
- 1933: Rund um eine Million
- 1948: Die tolle Miss (Mademoiselle s’amuse)
- 1951: Die Vier im Jeep
- 1956: Weiße Margeriten (Elena et les Hommes)
- 1957: Die Erbarmungslosen (Les Fanatiques)
- 1962: Auch Stehlen will gelernt sein (Arsène Lupin contre Arsène Lupin)
- 1967: Allô Police (Fernsehserie, 1 Folge)